# Gianni Raimondi
Gianni Raimondi (Bolonha, 17 de Abril de 1923 — Bolonha, 19 de Outubro de 2008) foi um tenor lírico italiano, particularmente associado com o repertório italiano.
Raimondi estudou no Conservatório de Música de sua cidade natal com Antonio Melandri e Gennaro Barra-Caracciolo e em Mântua com Ettore Campogalliani. Raimondi fez sua estréia em 1947 em Rigoletto de Giuseppe Verdi no Teatro Consorziale em Budrio, uma pequena cidade perto de Bolonha. Nos anos seguintes ele fez sua estréia no Teatro Municipal de Bolonha como Ernesto na ópera Don Pasquale de Donizetti. Depois de ser notado na Itália (notávelmente em Florença, onde em 1952 ele reviveu Armida de Rossini ao lado da célebre soprano Maria Callas), ele apareceu como convidado em Nice, Marseille, Monte Carlo, Paris e Londres. Sua estréia no La Scala de Milão ocorreu em 1955, como Alfredo de La Traviata (Verdi), novamente cantando com Callas. Em 1957 ele, novamente, cantou ao lado de Callas, desta vez com a ópera Anna Bolena de Donizetti. Posteriormente ele participou de muitas importantes produções no La Scala, incluindo dois trabalhos de Rossini: Mosè in Egitto em 1958 e Semiramide (com Joan Sutherland) em 1962. Em particular ele foi muito apreciado pelos seus papéis de tenores líricos com notas altas, como Arnoldo em Guigliemo Tell (Rossini), Arturo e Fernando de I Puritani (Bellini), Edgardo em Lucia di Lammermoor (Donizetti) e Duke em Rigoletto (Verdi).
Em 1957 Raimondi fez sua estréia na Ópera Estatal de Viena onde ele continuou a se apresentar até 1977. Em Viena ele cantou em óperas como La Traviata (Verdi), Rigoletto (Verdi), Madama Butterfly (Puccini) e Un Ballo in Maschera (Verdi), entre tantas outras. Em 1963 ele foi Rodolfo na legendária produlção de La Bohème produzida pro Franco Zeffirelli, cantando ao lado de Mirella Freni, sob a batuta do célebre Herbert von Karajan. Sua estréia nos Estados Unidos foi na Ópera de São Francso em 1957. Ele também apareceu no Teatro Colón de Buenos Aires em 1959. Raimondi fez sua estréia no Metropolitan Opera dia 29 de setembro de 1965, na ópera de La Bohème. 
Durante a década de 1970, Raimondi expandiu seu repertório, adicionando-lhe papéis de Norma e Lucrezia Borgia. Ele também apareceu menos frequentemente em óperas de Giuseppe Verdi. Nesse período cantou com Montserrat Caballé, Leyla Gencer, Ettore Bastianini e Renata Scotto.
Gianni Raimondi foi casado com a soprano italiana Gianna Dal Sommo. Raimondi morreu em sua casa em Pianoro, perto de Bolonha, aos oitenta e cindo anos de idade.